# 올림픽 3x3 농구
3x3 농구는 2020년 하계 올림픽에 처음 채택된 농구 세부 종목이다.

## 역사
2017년 6월 9일, 국제 올림픽 위원회 집행부는 3x3 농구가 도쿄에서 열리는 2020년 하계 올림픽 정식 종목으로 채택되었다고 발표했다. 2020년 하계 올림픽은 코로나19 범유행으로 1년 늦은 2021년 개최되었다.

## 같이 보기
- 올림픽 농구